# Karşıyaka Spor Kulübü 2013-2014
Questa voce raccoglie le informazioni riguardanti il Karşıyaka Spor Kulübü nelle competizioni ufficiali della stagione 2013-2014.

## Stagione
La stagione 2013-2014 del Karşıyaka Spor Kulübü è la 42ª nel massimo campionato turco di pallacanestro, la Türkiye 1. Basketbol Ligi.

## Roster
Aggiornato al 6 marzo 2023.
| Pınar Karşıyaka 2013-14 | Pınar Karşıyaka 2013-14 |
| Giocatori               | Staff tecnico           |
| ----------------------- | ----------------------- |

| N. | Naz.                   | Ruolo | Nome            | Anno | Alt.   | Peso   |  |
| -- | ---------------------- | ----- | --------------- | ---- | ------ | ------ |  |
| 5  | Turchia (bandiera)     | AG    | Barış Hersek    | 1988 | 208 cm | 104 kg |  |
|    | Turchia (bandiera)     | G     | Onur Kentli     | 1992 | 192 cm |        |  |
| 9  | Turchia (bandiera)     | P     | Yunus Sonsırma  | 1992 | 192 cm | 86 kg  |  |
| 10 | Turchia (bandiera)     | PG    | Can Altıntığ    | 1987 | 195 cm | 93 kg  |  |
| 12 | Turchia (bandiera)     | AP    | İnanç Koç       | 1979 | 201 cm | 100 kg |  |
| 13 | Stati Uniti (bandiera) | PG    | Bobby Dixon     | 1983 | 178 cm | 73 kg  |  |
| 14 | Turchia (bandiera)     | AG    | Mert Celep      | 1995 | 204 cm | 93 kg  |  |
| 15 | Uruguay (bandiera)     | C     | Esteban Batista | 1983 | 208 cm | 122 kg |  |
| 21 | Turchia (bandiera)     | C     | Mutlu Demir     | 1987 | 210 cm | 95 kg  |  |
| 22 | Stati Uniti (bandiera) | AG    | Leo Lyons       | 1987 | 206 cm | 109 kg |  |
| 31 | Stati Uniti (bandiera) | A     | Jawad Williams  | 1983 | 205 cm | 102 kg |  |
| 32 | Stati Uniti (bandiera) | AP    | Jon Diebler     | 1988 | 198 cm | 93 kg  |  |
| 33 | Turchia (bandiera)     | C     | Egemen Güven    | 1996 | 211 cm | 98 kg  |  |
| 34 | Turchia (bandiera)     | P     | Soner Şentürk   | 1986 | 192 cm | 80 kg  |  |

| Allenatore                                                            |
| - Ufuk Sarıca                                                         |
| Assistente/i                                                          |
| - Nessuno Legenda - (C) Capitano - (IN) Inattivo - Infortunato Roster |

## Mercato

### Sessione estiva
| Acquisti | Acquisti        | Acquisti        | Acquisti   | Acquisti |
| R.a      | Nome            | da              | Modalità   |          |
| -------- | --------------- | --------------- | ---------- | -------- |
| AG       | Leo Lyons       | Budivelnyk Kiev | definitivo |          |
| P        | Yunus Sonsırma  | Olin Edirne     | definitivo |          |
| AP       | İnanç Koç       | Tofaş Bursa     | definitivo |          |
| C        | Esteban Batista | Anadolu Efes    | definitivo |          |
| AG       | Barış Hersek    | Beşiktaş        | definitivo |          |
| PG       | Can Altıntığ    | Tofaş Bursa     | definitivo |          |
| C        | Mutlu Demir     | Galatasaray     | definitivo |          |

| Cessioni | Cessioni        | Cessioni          | Cessioni       | Cessioni |
| R.       | Nome            | a                 | Modalità       |          |
| -------- | --------------- | ----------------- | -------------- | -------- |
| AG       | Will Thomas     | Scandone Avellino | fine contratto |          |
| C        | Alade Aminu     | N.B. Brindisi     | fine contratto |          |
| G        | Evren Büker     | Tofaş Bursa       | fine contratto |          |
| P        | Serkan Menteşe  | Aliağa Petkim     | fine contratto |          |
| AG       | Ümit Sonkol     | Türk Telekom      | fine contratto |          |
| AP       | Caner Topaloğlu | Beşiktaş          | fine contratto |          |
| AC       | Onur Calban     | Beşiktaş          | fine contratto |          |
| G        | Melvin Sanders  | Free agent        | fine contratto |          |
| C        | Bora Paçun      | Aliağa Petkim     | fine contratto |          |
| GA       | Can Maxim Mutaf | Fenerbahçe        | fine prestito  |          |

### Dopo l'inizio della stagione
| Acquisti | Acquisti       | Acquisti        | Acquisti        | Acquisti   |
| R.       | Nome           | da              | Data            | Modalità   |
| -------- | -------------- | --------------- | --------------- | ---------- |
| A        | Jawad Williams | Paris-Levallois | 3 febbraio 2014 | definitivo |

| Cessioni | Cessioni  | Cessioni        | Cessioni        | Cessioni    |
| R.       | Nome      | a               | Data            | Modalità    |
| -------- | --------- | --------------- | --------------- | ----------- |
| AG       | Leo Lyons | Nižnij Novgorod | 28 gennaio 2014 | rescissione |